# سحر سليم
سحر سليم هي دكتورة جامعية متخصصة في علم الأشعة ب جامعة القاهرة، وتحديداً علم الأشعة القديمة الذي يهتم بدراسة المومياوات. و بفضلها تم اكتشاف جرح السكين في حلق رمسيس الثالث، والذي كان على الأرجح سبب وفاته.

## النشأة والمهنية
درست سحر سليم الطب في كلية الطب جامعة القاهرة، والمُسماه ب القصر العيني، وحصلت على درجة الماجستير والدكتوراه في علم الأشعة، وانتقلت بعد ذلك إلى كندا لدراسة زمالة ما بعد الدكتوراه في مجال الاشعة العصبية، وحصت على درجة الزمالة في تدريس الأشعة من جامعة ويسترن أونتاريو، وكان ذلك قبل عودتها إلى جامعة القاهرة، وتعمل حاليًا أستاذة اً في علم الأشعة. 

## الأبحاث
استخدمت سحر سليم تصوير تشخيصي طبي، وخصوصاً تقنية ال تصوير مقطعي محوسب لدراسة المومياوات، وهذا يُتيح النظر في الأغلفة الخارجية للمومياوات، وتعطى صورة أكثر تفصيلاً من الأشعة السينية، هي جزء من مشروع المومياء المصري، وقد قامت بمسح ذري للعديد من المومياوات الملكية من المتحف المصري، بما في ذلك مومياء الملكية حتشبسوت، تحتمس الثالث و سيتي الأول. اشتركت مع زاهي حواس في تأليف الكتاب الذي حصد جائزة PROSE عام 2017 في العلوم الشائعة.
تم تصوير مومياء الملك توت عنخ آمون تصوير مقطعي حاسوبي، وبموجب هذا التصوير، تم الوصول إلى استنتاج مهم، وهو أن الملك توت عنخ آمون كان بعمر التاسعة عشر عندما تم تحطنيت جسمانه. وافترضوا أيضًا أن سبب الوفاة لم يكن إصابة الرأس كما كان يُعتقد سابقًا، بل كسر في الركبة نتيجة لمرض الملاريا. 
كما قاموا كذلك بعمل تصوير مقطعي لمومياءرمسيس الثالث، كان فرعون يعتقد أنه في الأساس راح ضحية مؤامرة نسائية، كشفت عمليات المسح التي قاما عن قطع حلق رمسيس وقطع من إصبع قدمه اليسرى، مما يوفر أدلة داعمة على أنه قُتل على الأرجح جراء مؤامرة نسائية.